# Mellakou
Mellakou (em árabe: ملاكو) é uma comuna localizada na província de Tiaret, Argélia. Sua população estimada em 2008 era de 13 107 habitantes.